# Gareth Jones (novinář)
Gareth Richard Vaughan Jones (13. srpna 1905 – 12. srpna 1935) byl velšský novinář. Jako první upozornil západní svět na existenci hladomoru na Ukrajině v letech 1932–1933.

## Život
Gareth Jones se narodil ve velšském městě Barry. Jeho otec Edgar Jones byl ředitelem Barry County School. Garethova matka byla v letech 1889–1892 učitelkou dětí Arthura Hughese, syna velšského ocelářského průmyslníka Johna Jamese Hughese, který na Ukrajině založil město Yuzovka či Hughesovka, dnešní Doněck. Její vyprávění podnítilo Jonesovu touhu navštívit Sovětský svaz a zejména Ukrajinu.
Jones vystudoval francouzštinu na Aberystwythské univerzitě, němčinu a ruštinu na univerzitě v Cambridge. V lednu 1930 začal pracovat jako poradce pro zahraniční záležitosti britského premiéra Davida Lloyda George a v létě stejného roku podnikl první krátkou cesty do Yuzovky (tehdy přejmenované na Stalino).
V létě 1931 cestoval po Sovětském svazu společně s H. J. Heinzem II a prováděl výzkum pro knihu o Sovětském svazu. Během cesty si psal deník, který byl později vydán knižně. Po návratu ze Sovětského svazu pomáhal Lloydu Georgovi s psaním válečných memoárů.
Během 30. let byl reportérem deníku Western Mail. V lednu a únoru 1933 působil v Německu a psal reportáže o nástupu NSDAP k moci. Povedlo se mu uskutečnit rozhovor s A. Hitlerem.
V březnu navštívil Moskvu a měl rozhovor se Stalinem. Po té navštívil Ukrajinu kde byl svědkem hladomoru. Vedl kvůli tomu spor se spisovatelem, který byl držitelem Pulitzerovy ceny – Walterem Durantym. Po návratu do Berlína vydal tiskové prohlášení otištěné řadou novin. Následně mu byl zakázán další vstup do Sovětského svazu.
V roce 1935 odcestoval do Vnitřního Mongolska v Japonci okupovaném Mandžukuu. Byl unesen a v předvečer svých třicátých narozenin 12. srpna 1935 zastřelen bandity, velitel byl členem sovětské tajné služby. Existuje podezření, že jeho vraždu zinscenovala sovětská NKVD.

## Vyznamenání
- Řád za zásluhy III. třídy in memoriam (Ukrajina, 19. listopadu 2008)[5]

## Film
Na základě osudů Garetha Jonese byl natočen film Pan Jones (polsky Obywatel Jones) z roku 2019 režírovaný polskou režisérkou Agnieszkou Hollandovou.